# Carístids
Els carístids (Caristiidae) són una família de peixos marins inclosa en l'ordre Perciformes.

## Gèneres i espècies
Existeixen 6 espècies agrupades en 3 gèneres: 
- Gènere Caristius (Gill y Smith, 1905)
  - Caristius groenlandicus (Jensen, 1941)
  - Caristius japonicus (Gill y Smith, 1905)
  - Caristius macropus (Bellotti, 1903)
- Gènere Paracaristius ** Paracaristius heemstrai (Trunov, Kukuev y Parin, 2006)
  - Paracaristius maderensis (Maul, 1949)
- Gènere Platyberyx (Zugmayer, 1911)
  - Platyberyx opalescens (Zugmayer, 1911)